# 菊池揚二

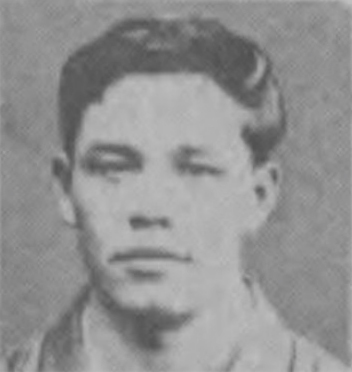
20代後半（1934年頃）の菊池

菊池 揚二（きくち ようじ、1906年2月1日 - 1978年12月22日）は、日本の柔道家（講道館9段）。
中央大学在学中に戦前の東京学生柔道界の花形として活躍し、東京学生連合と警視庁との対抗試合や満州との対抗試合で名を馳せた。このほか昭和天覧試合や全日本選士権大会でも活躍し、戦後は指導者として警視庁や母校・中央大学の師範を歴任して多くの後進を指導。実父は菊池謙二郎、義父は講道館10段永岡秀一で、存命中は“最も毛並みの良い柔道家”との評を得ていた。

## 経歴
| 段位 | 年月日（年齢）        |
| ---- | --------------------- |
| 入門 | 1922年3月17日（16歳） |
| 初段 | 1922年9月29日（16歳） |
| 2段  | 1924年1月10日（17歳） |
| 3段  | 1926年1月10日（19歳） |
| 4段  | 1927年2月16日（21歳） |
| 5段  | 1930年1月12日（23歳） |
| 6段  | 1936年2月22日（30歳） |
| 7段  | 1941年4月1日（35歳）  |
| 8段  | 1948年5月4日（42歳）  |
| 9段  | 1973年（67歳）        |

### 生い立ち・学生時代
旧制第二高校校長等を務め硬骨な教育家として知られる菊池謙二郎の二男として、茨城県の水戸市に生まれた。当時、父が中国の上海市にて東亜同文書院の教授（実際は教授の上の現地責任者の教頭）を務めており、市内を流れる大河・揚子江の“揚”の字と、二男の“二”の字を取って“揚二”と名付けられたという。
父親は、予備門時代、秋山真之と親しく、少人数の友人の評ながら、秋山より相撲が強かったとされる。学科は異なるが、嘉納治五郎の大学の後輩で、第二高等学校校長の時、嘉納を講演に招くなど、実際の知人でもあった。家系については菊池平八郎を参照。
揚二は1919年4月、茨城師範附属小学校から、父親が校長を務める旧制水戸中学校（現在の県立水戸第一高校）へ入学、2年生の時、柔道部、さらに講道館に入り、柔道修行に励み、留年を経て、1925年3月水戸中学校卒業、同年4月、上京後の中央大学予科入学を経て同大法学部へと進学。この間、1922年3月に講道館へ入門して半年後には初段、水戸中学校生徒の24年1月に2段、26年1月に3段とスピード昇段を果たし、中央大学在学中の1930年1月に5段まで許された。
身長169cm・体重85kgの体格で、「特に得意技と言えるものは無いが、立ち技なら一通りやった。強いて得意と言えば跳腰、大外刈、払釣込足、送足払かな」と菊池。中野正三は「裏技（現在で言う返し技）は巧いよ」とも語っていた。
当時は現在ほど学生柔道大会が充実しておらず試合は多くは無かったが、それでも菊池は早稲田大学の笠原巌夫と共に東京学生柔道界で勇名を轟かせている。
1927年6月11日に開催され柔道ファンの注目を集めた東京学生連合軍（東京都学生柔道連盟の前身）と全満州との対抗試合の第1回大会で菊池は13将に選抜され、和田次衛3段を跳腰返で一本を取ったが、続く吉原政紀4段の大外刈に敗れた。
翌28年5月22日の東京学生連合軍と警視庁と対抗試合には5将として出場し、警視庁方の6将・寺山幸一（のち幸秀に改名）5段と火花を散らす激戦の末に引き分け。
同年7月1日に大連で開かれた全満州との第2回対抗試合では10将として出場し、伊藤謙道4段を大外返で畳に叩き付け、島田智乗4段とは引き分ける活躍を見せた。この試合では副将の阿部信文5段（東京高等師範学校）らの活躍もあり、東京学連軍は前年に敗れた雪辱を果たしている。
1929年の第3回大会は参加条件（選手数）で両軍の間の調整が付かず開催も危ぶまれたが、東京学連側が加盟校のうち有志のみの参加という形で10月17日開催に落ち着いた。ここで当時5段の菊池は大将に抜擢されたが、ベストメンバーでない東京学連軍は試合で振るわず、菊池も満州の3将・島田智乗4段と引き分けて満州軍に副将と大将を残しの勝利を譲った。

### 柔道家として
1931年3月に中央大学を卒業後は旧制福島中学校（現在の県立安積高校）の教職のち兵役に服し、陸軍予備士官学校教官や宮内省皇宮警察を経て、1933年には警視庁と母校・中央大学の柔道師範に迎えられた。
この間1932年5月に柔道教士号を受けたほか、後進の指導に当たる傍ら選手としても大会に精力的に出場し、1931年10月の第2回全日本選士権大会には最高峰の専門壮年前期の部への出場の機会を得、初戦で山口の草野斌4段を降したが、準決勝戦では“猛虎”と知られた牛島辰熊5段と相対して牛島得意の寝技に持ち込まれ崩上四方固に敗れた。
1934年には5月の皇太子殿下御誕生奉祝天覧武道大会に当時の柔道家にとって最高の栄誉である指定選士の1人として選ばれ、予選リーグ戦で牛島6段のほか遠藤清6段、大谷晃5段との総当たり戦に。牛島との試合は相手の体調不良もあり優勢勝を果たして雪辱、遠藤にも優勢で勝利したが、大谷に優勢負を喫して天覧はならず。
同年9月に拓務省の主催で開催された内地と外地との対抗試合には内地軍6将として臨んだが、この試合は内地軍8将の飯山栄作5段が外地軍大将の神田久太郎6段を内股に降して内地軍は7人残しの大勝を収め、菊池の出番は回ってこなかった。
1936年4月の第1回全日本東西対抗大会は西軍の木原辰夫6段と引き分け、35歳での出場となった1940年6月の紀元二千六百年奉祝天覧武道大会では初戦で白銀一司5段を大内刈返で宙に舞わせたが、2回戦で早稲田大学の尾崎稲穂5段の小外掛に屈した。
菊池は義父に当たる永岡秀一や曽根幸蔵らと共に警視庁の警察官を全国警察大会を導いたほか、同庁指導要綱の「基本」制定と形の訓練に汗を流し、また中央大学の学生には東京学生大会や大日本武徳会主催の全国青年演武大会で勝利を齎（もたら）すなど多くの後進の指導に当たって、柔道界での普及・振興に対する情熱は戦後も褪せる事無く45年間もの永きに渡り続けられた。
地方での大会が開催される際、連盟や大会主催者から交通費の支給が無いと現地には赴かない柔道関係者が大勢を占める中で、菊池は「柔道家たるもの、地方であっても大会には顔を出すべき」との信念で、身銭を切ってまでも大小問わず地方大会に足繁く通っていた。
柔道を論ずれば、燃え出る情熱に夜を徹する事もしばしばであったという。剛直な性と歯に衣着せぬ発言から“直言居士”とも呼ばれ、相手の肺腑を抉る風刺・警句は柔道関係者を辟易させて少なからず敵を作った事は周囲の誰もが認める所だが、柔道評論家のくろだたけしは「決して間違った事は言わず、その直言はまさに痛快とも言うべきもので、柔道界にとっては極めて得難い人物だった」と語っている。

### 晩年
1956年5月の第1回世界選手権大会、1958年11月の第2回世界選手権大会では、三船久蔵、高橋秀山、緒方久人らと共に審判員の大役を任された。
読書をよくして柔道の術理や史実にも詳しく、ありきたりの柔道家にはない異彩を放った菊池は1962年の講道館創立80周年に際して9段昇段者の候補に入ったが、この時から昇段要件の年齢が57歳以上に制限されたため当時56歳6ヵ月の菊池は半年不足して涙を飲んだ。前述のくろだは言動が原因ではないか、とも推測しており、9段昇段は結局10年待って1973年の講道館90周年に持ち越しとなっている。
この間、1964年10月のオリンピック・東京大会では、浜野正平や小谷澄之らと共に審判員の大役を果たした。
警視庁の名誉師範や講道館審議員、全日本柔道連盟理事、東京都柔道連盟の役員として柔道界の運営に携わった菊池だったが、1975年の夏頃から腰痛を患い、それでも1977年の暮れまでは講道館道場にて連日技の解説や指導を行っていたが、年を越した頃から歩行が次第に不自由になるにつれて柔道界へ顔を出すことも少なくなっていった。中央大学で師範を継いだ山辺正路は「その気質から、みじめな姿を見せたくなかったのではないか」と語っている。
嘗ての教え子たちから古希の祝いに1976年のモントリオール五輪へ招待されるなど多くの後進に尊敬され慕われた菊池は、1978年12月22日午後2時20分に心不全のため他界。享年73。葬儀は翌79年1月15日に青山葬儀所で盛大厳粛に執り行われた。

## 評価
警視庁時代に菊池の薫陶を受けた原文兵衛は「発言が時に煙たがれる事もあったようだが、柔道を心底愛し、弟子を愛した菊池先生の真価は多くの人から敬慕されていた」と述懐しており、事実、1983年には生前に菊池と関わりのあった有志らで構成される菊池揚二刊行会より、追悼企画として『菊池揚二』が発刊（非売品）された。本の中では選手時代の勇姿のほか、義父の永岡と共に幼い息子に稽古を付ける姿や、孫と共に海水浴場で戯れる姿など、道場では決して見せることのなかった柔らかな表情の菊池も目にすることができる。